# ウイルテック
株式会社ウイルテック（WILLTEC Co.,Ltd.）は、大阪府大阪市に本社を置き、人材派遣やメンテナンスサービスなどを手掛けている企業。東京証券取引所スタンダード市場上場。

## 概要
1992年4月に設立。機械・電機系技術者派遣、製造業に関する人材派遣や人材請負を主力事業としている他、保守・メンテナンスなどのアフターサービスなども手掛けている。
2023年12月25日付でホタルクスの全株式を取得した上で、ホタルクスを完全子会社化した。

## 沿革
- 1992年4月 - 株式会社アイピーエヌとして設立。
- 2003年4月 - 株式会社ジャパンクリエイト関西へ商号変更。
- 2004年
  - 5月 - 製造派遣事業を開始。
  - 10月 - 株式会社ウイルテックへ商号変更。
- 2005年3月 - 株式会社ワット・コンサルティングを子会社化したと同時に、技術者派遣事業を開始。
- 2008年5月 - 一般派遣事業を、新設分割で設立した株式会社ウイルへ移管。
- 2009年11月 - ウイルが手掛けていた一般派遣事業をワット・コンサルティングへ移管。ウイルを解散。
- 2012年4月 - 修理サービス事業を開始。
- 2014年10月 - パナソニックからパナソニックデバイス販売テクノ株式会社の全株式を取得し、同時にパナソニックデバイス販売テクノの商号をデバイス販売テクノ株式会社へ変更。受託製造事業並びに電子部品卸売り事業を開始。
- 2018年4月 - ワット・コンサルティングが手掛けていた機電系技術者派遣事業を移管。
- 2020年
  - 3月 - 東京証券取引所2部上場。
  - 6月 - 株式会社サザンプランを子会社化[7]。
  - 12月 - 株式会社パートナーを子会社化[8]。
- 2023年12月 - 株式会社ホタルクスを子会社化。

## 関連会社
- 株式会社ワット・コンサルティング
- デバイス販売テクノ株式会社
- 株式会社パートナー
- 株式会社サザンプラン
- 株式会社ウイルハーツ
- WILLTEC VIETNAM Co., Ltd.
- WILLTEC MYANMAR Co., Ltd.
- 株式会社ホタルクス